# Hiveswap
Hiveswap – эпизодическая приключенческая компьютерная игра, разработанная студией «What Pumpkin Games» под руководством Эндрю Хасси и Коэна Эденфилда. Сюжет игры является частью вселенной веб-комикса Хасси Homestuck, и рассказывает историю девочки Джои Клэр, которая по неосторожности попадает на Альтернию, родную планету вымышленной расы троллей.
Разработка игры финансировалась по схеме краудфандинга на сайте Kickstarter, в общей сложности проекту удалось собрать свыше 2,4 миллионов долларов США. Изначально предполагаемым разработчиком игры была студия «The Odd Gentlemen», однако позже Эндрю Хасси принял решение разрабатывать «Hiveswap» силами специально созданной для этого студии «What Pumpkin Games».
На текущий момент выпущено два акта игры, и планируется выпуск третьего акта. Первый акт планировался к выпуску в 2015 году, однако дата выпуска неоднократно переносилась. Итоговый релиз состоялся 14 сентября 2017 года. Акт 2 был выпущен 25 ноября 2020 года.

## Сюжет
Первый акт игры разбит на две части. В первой части игры рассказывается история Джои Клэр и её брата, Джуда Харли, на дом которых напали неизвестные монстры. Джои, спасаясь от монстров, попадает на закрытый чердак дома, и по неосторожности открывает портал на планету Альтерния, в который она и попадает, поменявшись местами с мальчиком-троллем с этой планеты по имени Даммек. Во второй части первого акта игрок знакомится с другом Даммека, мальчиком-троллем по имени Зефрос Трайто. Взаимодействуя друг с другом через местное переговорное устройство, Джои добирается из дома (во вселенной Homestuck – улья) Даммека до улья Зефроса. Второй акт повествует о её попытке найти путь домой, в ходе которого ей и Зефросу приходиться познакомится с персонажами ещё одной игры вселенной, «Hiveswap Friendsim». Хотя действие происходит в той же вселенной, что и комикс «Homestuck», события «Hiveswap», по словам самого Хасси, находятся в отдельной сюжетной линии, имеющей лишь «слабое отношение» к комиксу, и включают в себя ряд новых персонажей.

## Разработка
Весь процесс разработки игры преследовал ряд материально-технических и финансовых проблем, которые вылились в значительные временные задержки выпуска эпизодов проекта
4 сентября 2012 года Эндрю Хасси объявил о сборе средств на Kickstarter для видеоигры, основанной на его веб-комиксе MS Paint Adventures Homestuck. Предполагалось начать разработку в 2013 году, а готовый продукт выпустить в 2014 году. Блог Kotaku отметил, что проект привлёк «более 275 000 долларов за несколько часов». Более 80 % от изначально планировавшейся цели в 700 000 долларов было собрано в первый же день. Менее чем за 32 часа кампания по сбору средств в пользу игры достигла цифры в 700 000 долларов, как и изначально планировалось для разработки. После этого Хасси добавил поддержку платформ Mac и Linux в игру, помимо основной платформы Windows. Автор Digital Trends Грэм Макмиллан прокомментировал, что кампания приблизилась к званию самой успешной кампании на Kickstarter, связанной с комиксами, предыдущий рекорд принадлежал кампании The Order of the Stick, которой удалось собрать 1 254 120 долларов. В конечном итоге «Hiweswap» собрал 2 485 506 долларов, что сделало ее «пятой игрой на Kickstarter с семизначной суммой» и третьей видеоигрой с наибольшим финансированием в истории Kickstarter на тот момент. Впоследствии был организован дополнительный сбор средств на основе PayPal для тех, кто не смог сделать пожертвование с помощью доступных способов сайта Kickstarter.
В декабре 2013 года в блоге игры на Kickstarter были размещены новые подробности, в том числе предполагаемая дата выпуска в июне 2014 года и концепт-арты. Хасси сообщил, что игра будет являться только частью вселенной веб-комикса с новой историей и ключевыми персонажами; они будут иметь лишь слабую связь с оригинальной сюжетной линией, что сделает её более доступной для тех игроков, кто не знаком с оригинальным сюжетом комикса. Хасси также указал, что в игре не будет озвучки; он посчитал, что озвучку «слишком легко сделать плохо», и заявил, что «в любом случае лично он не так уж хорош в озвучке в играх». 21 июня 2014 года было официально объявлено, что разработчиком игры выступит студия «The Odd Gentlemen», который была ранее известна своей головоломкой The Misadventures of P.B. Winterbottom. Также были раскрыты новые концепт-арты, в том числе ещё один новый персонаж.
В интервью Game Informer Show разработчик Undertale Тоби Фокс, который в прошлом писал музыку для самого комикса Homestuck, сообщил, что ему было предложено стать композитором «видеоигры Homestuck». 30 октября 2014 года было объявлено официальное название игры – «Hiveswap», а также, что разработка игры будет осуществляться собственными силами студии Эндрю Хасси «What Pumpkin». Также было объявлено, что игра станет первой частью из двух отдельных игр: каждая из них будет разбита на эпизоды, между которыми будут лишь параллели, и их можно будет проходить в любом порядке.
10 апреля 2015 года появился первый тизер игры. 26 декабря 2015 года на странице проекта на Kickstarter были опубликованы обновления, в которых, в частности, указывалось, что в игре будет использоваться 2D-графика, а не изначально планируемая графика 3D, показанная в тизере, ролике с материалами и других концепт-артах. Утверждается, что это было предпринято, «чтобы сделать вещи немного более экономичными и более быстрыми в разработке на протяжении всей серии».
6 октября 2016 года был выпущен новый тизер, демонстрирующий перерисовку графики в новой системе 2D и другие элементы игры, включая боевые способности и взаимодействие с интерактивными объектами. Дата предполагаемого выхода первого акта была назначена на январь 2017 года, однако впоследствии выход был отложен ещё на неопределенное количество недель. Компания Valve одобрила выход игры на платформе Steam 15 декабря 2016 года, где на странице был показан ряд игровых скриншотов. 13 апреля 2017 года к восьмой годовщине Homestuck был выпущен еще один трейлер игры, на этот раз показывающий Альтернию, а также ещё некоторые аспекты игрового процесса.
14 сентября 2017 года был выпущен первый акт «Hiveswap» для платформ Windows и Mac. Впоследствии 16 октября 2017 года патч добавил поддержку платформы Linux.
При разработке второго акта игры были проведены две специальные акции, «Зов троллей» и «Расширенный зодиак». В ходе «Зова троллей» каждую неделю, около 20:00 по центральноевропейскому времени каждую среду, в ныне несуществующем блоге What Pumpkin Studios на tumblr, появлялись картинки с парой новых персонажей-троллей, которые должны были появиться во втором акте игры. «Расширенный зодиак» – сайт, на котором были представлены характеристики 288 знаков зодиака – символов троллей, используемых на Альтернии. Также на сайте доступна викторина, по результатам которой пользователю подбирают подходящий знак зодиака и показать дополнительную информацию о его характеристиках во вселенной комикса. Персонажи из «Зова троллей» позже стали персонажами в дополнительной видеоигре под названием «Hiveswap Friendsim», реализованной в жанре визуальной новеллы.
31 октября 2019 года был опубликован первый тизер второго акта «Hiveswap», где в качестве планируемой даты указывался 2020 год. 25 октября 2020 года был выпущен еще один тизер, в котором сообщалось, что второй акт будет выпущен в ноябре 2020-го. Спустя три недели, 16 ноября 2020 года, в прямом эфире транслировался трейлер игрового процесса, в котором была указана дата выхода 25 ноября 2020 года. Наконец, в эту дату состоялся релиз второго акты игры.
Следующей выпущенной частью должен был стать сиквел «Hauntswitch», повествующий о приключениях Даммека на Земле. О производстве сиквела упоминал ещё в 2016 году Коэн Эденфилд в интервью. Впоследствии о планах выпуска этой игры не упоминалось, а 16 июля 2022 года во время видеотрансляции фестиваля фанатов вебкомикса Stuck at Home Con, студией «What Pumpkin Games» был показан первый тизер третьего акта «Hiveswap».

## Критика
Первый акт игры получил оценку в 8.0 баллов от американского веб-сайта Polygon и 7.5 баллов от американского веб-сайта Destructoid.